# Skrzeczkowice
Skrzeczkowice (niem. Skrzetzkowitz) – sołectwo miasta Jastrzębie-Zdrój, w jego w północnym krańcu. Dawniej samodzielna wieś i obszar dworski. Sołectwo obejmuje obszar o powierzchni 320 ha, który 31 grudnia 2021 zamieszkiwało 800 mieszkańców. Graniczy na zachodzie z gminą Świerklany w powiecie rybnickim (Świerklany Górne), na północy z miastem Żory, na południowym wschodzie z gminą Pawłowice w powiecie pszczyńskim (Krzyżowice) i z Borynią na południu. Składa się z trzech odrębnych eksklaw.
Nazwa wsi jest patronimiczna od imienia Skrzek, z kolei niemiecka nazwa, Eichendorf, została nadana gminie w 1907 na wniosek ówczesnego starosty rybnickiego Lentza na cześć niemiecko-górnośląskiego poety (Joseph von Eichendorff).

## Historia
Możliwe, że wieś wzmiankowana została po raz pierwszy w Liber fundationis episcopatus Vratislaviensis (ok. 1305) jako Friczkonis villa przez obcego skrybę, który źle zrozumiał trudną do wyrażenie mu nazwę. W 1323 Skrzeczkowice zostały sprzedane przez rycerza Piotra Steinera niejakiemu Jeske-Riske. Odtąd wieś wielokrotnie zmieniała właścicieli. Politycznie należała początkowo do księstwa raciborskiego (od 1377 księstwo raciborsko-opawskie, od 1491 Wodzisławskie Państwo Stanowe), które w 1327 stało się lennem Królestwa Czech, które z kolei stało się częścią państwa Habsburgów w 1526. Po wojnach śląskich w Królestwie Prus (od 1871 Cesarstwo Niemieckie). Po zaprowadzeniu na pruskim Śląsku powiatów w 1818 Skrzeczkowice znalazły się w powiecie rybnickim. W drugiej połowie XIX wieku wieś przeżywała kryzys demograficzny. Zadłużony majątek został przez bank rozparcelowany w 1904, po czym zaczęli się tu osiedlać niemieccy osadnicy (m.in. z Besarabii i spod Gliwic), podobnie jak w Boryni Górnej i Osinach. W 1910 30% mieszkańców gminy Eichendorf zadeklarowało używanie wyłącznie języka niemieckiego, natomiast kolejnych 22% było dwujęzyznych, w sumie był to największy odsetek osób niemieckojęzycznych w powiecie rybnickim. W plebiscycie górnośląskim w 1921 49 z 76 osób uprawnionych do głosowania osób optowało za pozostaniem w granicach Niemiec, przeciwko 27 głosującym za Polską. Podobnie wysoki procent osób proniemieckich w powiecie rybnickim odnotowano jedynie w 3 miastach i 4 gminach wiejskich.

## Charakterystyka dzielnicy
Skrzeczkowice i sąsiednia Borynia stanowią w praktyce jedną jednostkę osadniczą. Podlegają w większości jednej parafii Matki Bożej Piekarskiej, mają wspólnego sołtysa i dom sołecki. Mimo to administracyjnie są odrębnymi sołectwami z własnymi radami sołeckimi. Współczesna granica między Borynią i Skrzeczkowicami w przybliżeniu odpowiada granicy, która do roku 1954 dzieliła powiaty pszczyński (do którego należała Borynia w ramach gminy Pawłowice) i rybnicki (w skład którego wchodziły Skrzeczkowice). Same Skrzeczkowice były podzielone na poziomie gminnym.
Skrzeczkowice są dodatkowo podzielone na trzy niegraniczące ze sobą części, przedzielone terytorium sołectwa Borynia, co jest skutkiem administracyjnej przeszłości regionu:
- część zachodnia (b. obszar dworski Skrzeczkowice) – graniczy z Borynią oraz Żorami (dzielnica Rój) i Świerklanami Górnymi,
  - część ta przynależała od 1 grudnia 1945 do gminy Jankowice Rybnickie, po czym według stanu z 1 stycznia 1946 roku obszar ten figurował w gminie jako osobna gromada Skrzeczkowice[7]. 25 listopada 1946 gromadę tę zniesiono i włączono do gromady Świerklany Górne w gminie Jankowice Rybnickie[8].
- część środkowa (pola uprawne należące historycznie do wsi Skrzeczkowice) – graniczy z Borynią i Żorami (dzielnica Rogoźna),
- część wschodnia (stanowiąca właściwą wieś Skrzeczkowice) – z Borynią, Żorami (dzielnice Rogoźna i Osiny) i Krzyżowicami.
  - części środkowa i wschodnia stanowiły od 1 grudnia 1945 odrębną gromadę Skrzeczkowice w gminie Żory, a wg spisu z 1952 przynależały do gromady Osiny w tejże gminie.

5 października 1954 w wyniku reformy administracyjnej znoszącej gminy, utworzono w powiecie pszczyńskim gromadę Borynia, do której oprócz Boryni i sąsiedniej Szerokiej, włączono także wszystkie trzy części Skrzeczkowic. Od tego momentu historia tych trzech wsi przebiegała wspólnie. Skrzeczkowice w powiecie pszczyńskim znajdowały się zaledwie przez niecałe trzy miesiące, ponieważ 1 stycznia 1955 roku gromada Borynia została włączona do powiatu rybnickiego.
W wyniku kolejnej reformy administracyjnej z dnia 1 stycznia 1973 roku z terenu gromady Borynia utworzono gminę Szeroka, którą w 27 maja 1975 roku, wraz ze Skrzeczkowicami w składzie, włączono w granice miasta Jastrzębie-Zdrój w powiecie wodzisławskim. W powiecie wodzisławskim Skrzeczkowice pobyły zaledwie 5 dni, ponieważ już 1 czerwca 1975 zniesiono powiaty, tworząc nowe województwa. Jastrzębie-Zdrój (ze Skrzeczkowiczmi) weszło w skład mniejszego województwa katowickiego.
W związku z kolejną reformą przywracającą powiaty i większe województwa, Jastrzębie-Zdrój (ze Skrzeczkowicami) ustanowiły odrębny powiat miejski w województwie śląskim.